# Les Oluges
Les Oluges – gmina w Hiszpanii, w prowincji Lleida, w Katalonii, o powierzchni 19,11 km². W 2011 roku gmina liczyła 167 mieszkańców.